# Colin Steele

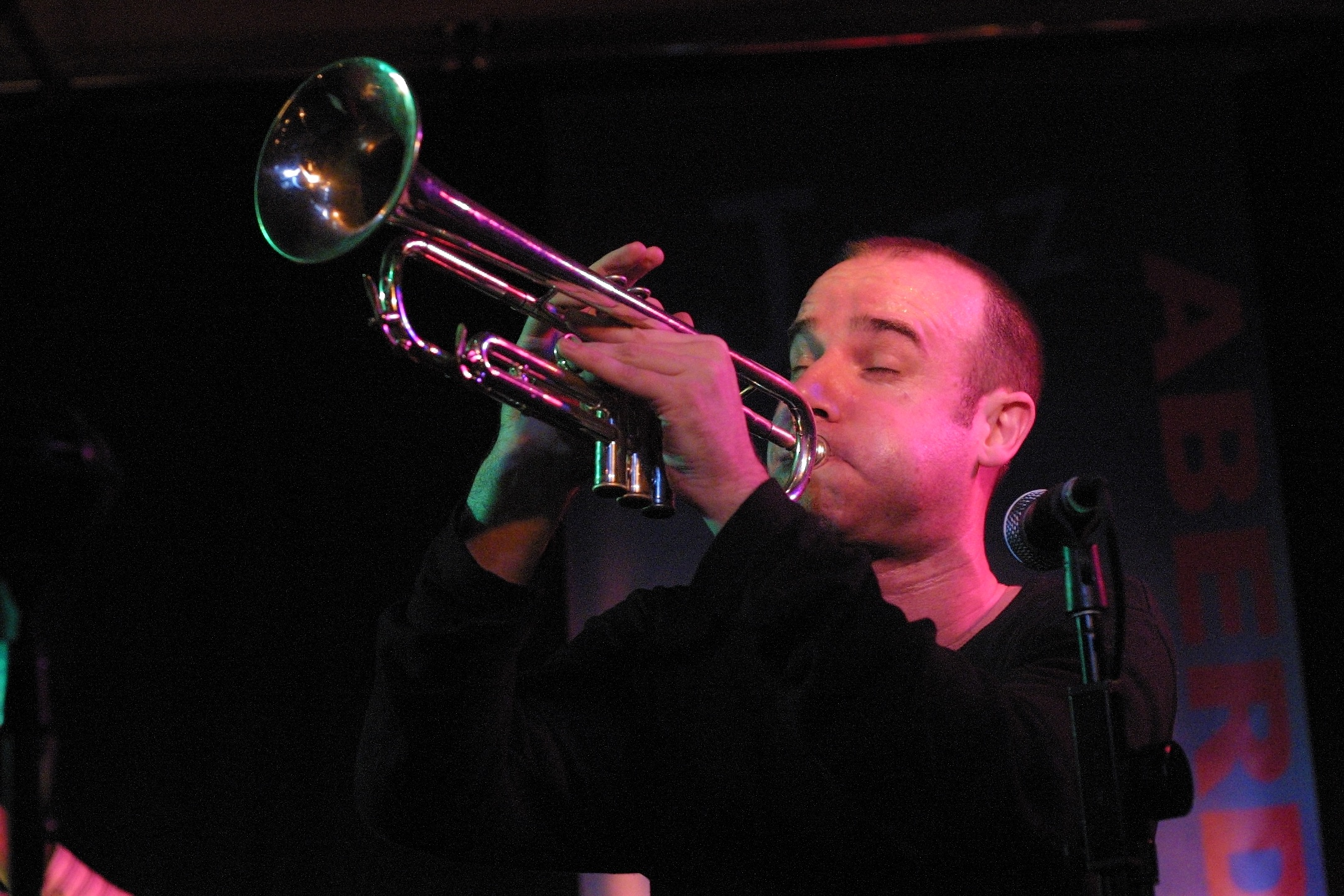
Colin Steele, 2004

Colin Steele (* 17. Februar 1968) ist ein britischer Jazz-Trompeter.

## Leben und Wirken
Steele spielt seit 1980 Trompete. Seit seinem neunzehnten Lebensjahr trat er mit der Jazzcombo John Rae Collective auf. 1987 arbeitete er mit der Pop-Formation Hue and Cry; hielt sich dann zwei Jahre in Frankreich auf und studierte von 1991 bis 1993 in London Jazz an der Guildhall School of Music and Drama. In dieser Zeit arbeitete er mit Clark Tracey, Iain Ballamy und Ronny Jordan.
Nach zwei Jahren, die er in Rom verbrachte, kehrte er 1996 nach Schottland zurück. Ende der 1990er Jahre arbeitete er in der Band des Schlagzeugers Tom Bancroft. Auch tourte er mit The Bad Plus, Joe Lovano, Jon Christensen, Arild Andersen, Geri Allen und Steve Slagle. 2000 erschien ein erstes Album unter eigenem Namen (Twilight Dreams) auf dem Label Caber, an dem Saxophonist Julian Argüelles, Pianist Dave Milligan, Bassist Brian Shiels und der Schlagzeuger John Rae mitwirkten. 2002 entstand The Journey Home, mit dem Miles Davis gewidmeten Titel Lament for Miles.
Im Oktober 2004 nahm Steele für das Label ACT das Album Through the Waves auf. Weitere Alben folgten.
Steele integriert in seine Musik Einflüsse der lateinamerikanischen Musik, des Funk und der schottischen Folkmusik, die er mit Elementen des Post-Bop mischt.

## Diskographische Hinweise
- Twilight Dreams – Caber (caber024, 2000)
- The Journey Home – Caber (caber029, 2003)
- Colin Steele Quintet: Through the Waves – ACT (ACT 9436-2, 2005, mit Michael Buckley, Dave Milligan, Aidan O’Donnell, Stu Ritchie sowie Tom Bancroft und David Robertson)
- Stramash – Gadgemo (GAD001, 2008)
- Joni (Marina 2020, mit Dave Milligan, Calum Gourley und Alyn Cosker)[2]